# Кастело Молина ди Фјеме
Кастело Молина ди Фјеме (итал. Castello-Molina di Fiemme) је насеље у Италији у округу Тренто, региону Трентино-Јужни Тирол.
Према процени из 2011. у насељу је живело 971 становника. Насеље се налази на надморској висини од 804 м.

## Становништво
| 1931. | 1936. | 1951. | 1961. | 1971. | 1981. | 1991. | 2001. | 2011. |
| ----- | ----- | ----- | ----- | ----- | ----- | ----- | ----- | ----- |
| 1.935 | 1.614 | 1.818 | 1.965 | 1.907 | 2.042 | 1.971 | 2.064 | 2.267 |